# Marijan Peklaj
Marijan Peklaj, slovenski filozof, biblicist, prevajalec in profesor, * 1943.
Predaval je na Teološki fakulteti v Ljubljani. Leta 1976 je doktoriral iz bibličnih ved, leta 1984 pa še iz teologije.

## Nazivi
- docent (1991, 1997, 2001)
- predavatelj (1978)